# Бара (Румунія)
Бара (рум. Bara) — село у повіті Тіміш в Румунії. Входить до складу комуни Бара.
Село розташоване на відстані 368 км на північний захід від Бухареста, 51 км на схід від Тімішоари.

## Населення
За даними перепису населення 2002 року у селі проживали 199 осіб. Рідною мовою 194 особи (97,5%) назвали румунську.
Національний склад населення села:
| Національність | Кількість осіб | Відсоток |
| -------------- | -------------- | -------- |
| румуни         | 192            | 96,5%    |
| угорці         | 6              | 3,0%     |